# Botaco
Botachos (in greco Βώταχος) è un eroe eponimo della mitologia greca.
Botachos è il figlio di Iokritos e il nipote di Licurgo. Secondo Pausania e Stefano di Bisanzio, fu nominato a capo del Demos di Botichidai in Tegea.